# Орлов Марк Овсійович
Марк Овсійович Орлов (3 липня 1925 , Одеса, УРСР, СРСР — 26 липня 2000) — радянський і російський кінорежисер і сценарист. Заслужений діяч мистецтв РРФСР (1987).

## Життєпис
Марк Орлов народився 3 липня 1925 року в Одесі.
У 1943—1944 роках навчався в Тульському збройно-технічному училищі, а в 1949 році закінчив акторський факультет Ленінградського театрального інституту імені Олександра Островського.
З 1949 року — актор спочатку Тульського, а потім Ногінського драмтеатру.
З 1954 року Марк Орлов — режисер центрального телебачення. Співавтор сценарію двох власних фільмів.

## Фільмографія
- 1966 — До міста прийшло лихо
- 1969 — Серце Бонівура
- 1971 — Людина в прохідному дворі
- 1975 — Здобудеш у бою
- 1980 — Синдикат-2 (автор сценарію)
- 1984 — Хроніка одного літа
- 1983 — Ревізор
- 1987 — Джамайка
- 1987 — Мир дому твоєму
- 1988 — Одного разу в грудні (автор сценарію)
- 1989 — Жінки, яким пощастило (спільно з Віктором Храмовим)
- 1991 — Непередбачені візити
- 1992 — Викрадачі води
- 1994–1998 — Петербурзькі таємниці (у співавт.)

## Нагороди та премії
- Заслужений діяч мистецтв РРФСР (1987)
- Державна премія РРФСР імені братів Васильєвих (1983) — за фільм «Синдикат-2»
- Премія КДБ (1984) — за фільм «Синдикат-2»
- Медаль ордена «За заслуги перед Вітчизною» II ступеня (1996) — за самовідданість, виявлену при ліквідації наслідків аварій на Чорнобильській АЕС[1]